# Griffbügel
Griffbügel bezeichnet einen Bügel, der primär als Handschutz bei Griffen und Heften von Geräten, Werkzeugen oder Waffen eingesetzt wird. Griffbügel werden gelegentlich mit Bügelgriffen oder mit Trage- und Aufstellgriffen verwechselt.

## Anwendungsbereiche und Formen

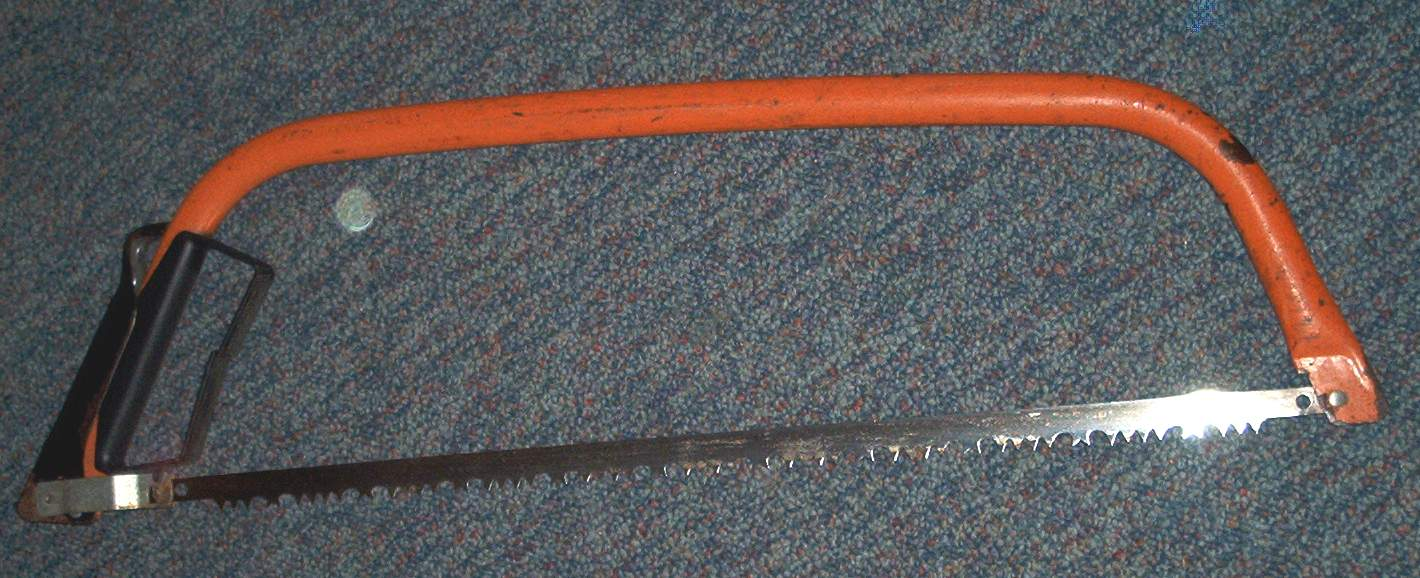
Bügelsäge mit Griffbügel

### Handwerksgeräte
Bei Handwerksgeräten dient der Griffbügel Schutz vor Verletzungen. Breitere Bügel können gleichzeitig die Funktions einses Schmutzabweisers haben. Bei Bügelsägen wird nicht der gesamte Bügel, sondern nur der Handschutz als Griffbügel bezeichnet.

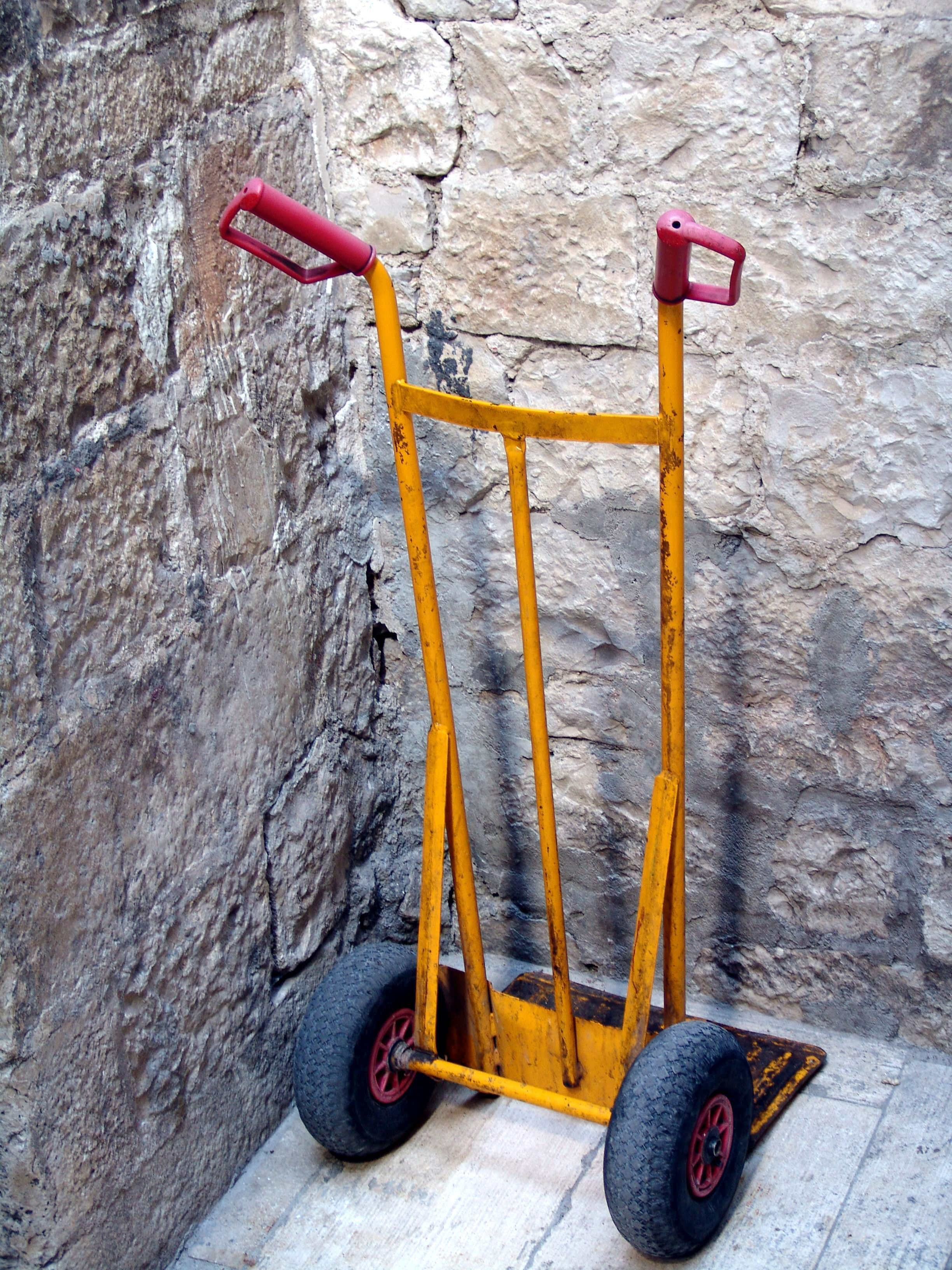
Sackkarre mit Griffbügeln

### Transportgeräte und Bedienelemente
Bei Geräten oder Vorrichtungen werden teilweise Griffbügel verwendet. Verbreitet sind diese an Sackkarren und Bedienhebeln von Maschinen oder anderen Griffvorrichtungen.

### Fahrzeuge
Für Motorräder werden Griffbügel (auch Handschutzbügel oder Handprotektoren genannt) als Schutz bei Stürzen als Schutz vor Strauchwerk eingesetzt. Sie werden teils ab Werk ausgeliefert oder können nachgerüstet werden. Serienmäßig bekannt sind diese Schutzelemente beispielsweise bei BMW F 650 GS, BMW R 1200 GS K25, Honda MTX 200 R und bei vielen weiteren Modellen.

### Waffen
Bei Waffen sind zahlreiche Formen und Arten von Griffbügeln bekannt. Hauptsächliche werden sie als Bügel (Klingenwaffe) eingesetzt.

### Gebäude
An Gebäuden werden zur Griffsicherheit Übersteigbügel befestigt. Der Übersteigbügel dient zum sicheren Einstieg in Bauwerke wie z. B. Klärbecken oder Regenrückhaltebecken.